# Шушпаново (Белгородская область)
Шушпаново — село в Валуйском районе Белгородской области России. Входит в состав Рождественского сельского поселения.

## География
Село находится в юго-восточной части Белгородской области, в лесостепной зоне, в пределах юго-западной части Среднерусской возвышенности, к востоку от реки Верхний Моисей, на расстоянии примерно 7 километров (по прямой) к северо-северо-востоку (NNE) от города Валуйки, административного центра района. Абсолютная высота — 185 метров над уровнем моря.
Климат характеризуется как умеренно континентальный. Средняя температура января −7,4 °C, средняя температура июля +20,3 °C. Годовое количество осадков составляет около 500 мм. Среднегодовое направление ветра юго-западное.
Часовой пояс
Село Шушпаново, как и вся Белгородская область, находится в часовой зоне МСК (московское время). Смещение применяемого времени относительно UTC составляет +3:00.

## Население
| 1859 | 1897 | 2002 | 2010 |
| ---- | ---- | ---- | ---- |
| 515  | ↗520 | ↘127 | ↘87  |

Половой состав
По данным Всероссийской переписи населения 2010 года в гендерной структуре населения мужчины составляли 47,1 %, женщины — соответственно 52,9 %.
Национальный состав
Согласно результатам переписи 2002 года, в национальной структуре населения русские составляли 96 %.

## Инфраструктура
Функционирует сельский дом культуры.

## Улицы
Уличная сеть села состоит из трёх улиц.